# パレット (ゲーム)
『パレット』は、第4回アスキーエンタテインメントソフトウェアコンテストにおいてグランプリを受賞したRPGツクール95製のアドベンチャーゲーム。2000年からフリーウェアとして公開されていた。2001年4月26日には、エンターブレインから本作のリメイク版となるPlayStation用ソフト『Forget me not -パレット-』が発売されている。
ストーリーは、名の知れた精神科医シアノス・B・シアンが、記憶を失った盲目の少女「B.D.」のカウンセリングを依頼される場面から始まる。「B.D.」の記憶の中において彼女を操作するアドベンチャーゲームとなっており、精神力を表すメーターのポイントがすべてなくなると出発地点に戻される。
コンテストでは「プレーヤーを引き付けるストーリーのおもしろさ」のほか「精神パラメーターを使ったゲーム性の高さ」や「音の演出」についても評価された。またツクールwebのコーナー「名作図書館」では、「まるで上質なミステリー小説を読んでいるかのよう」であり「BGMやSEも没入感を高めてくれる」と評されている。